# Chimaphila menziesii
Chimaphila menziesii là một loài thực vật có hoa trong họ Thạch nam. Loài này được (R.Br. ex D.Don) Spreng. mô tả khoa học đầu tiên năm 1825.

## Hình ảnh

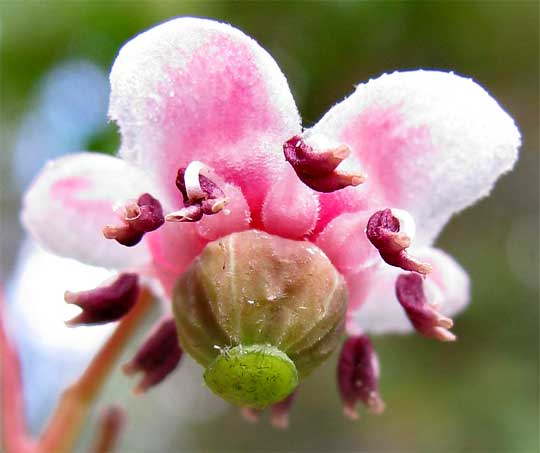
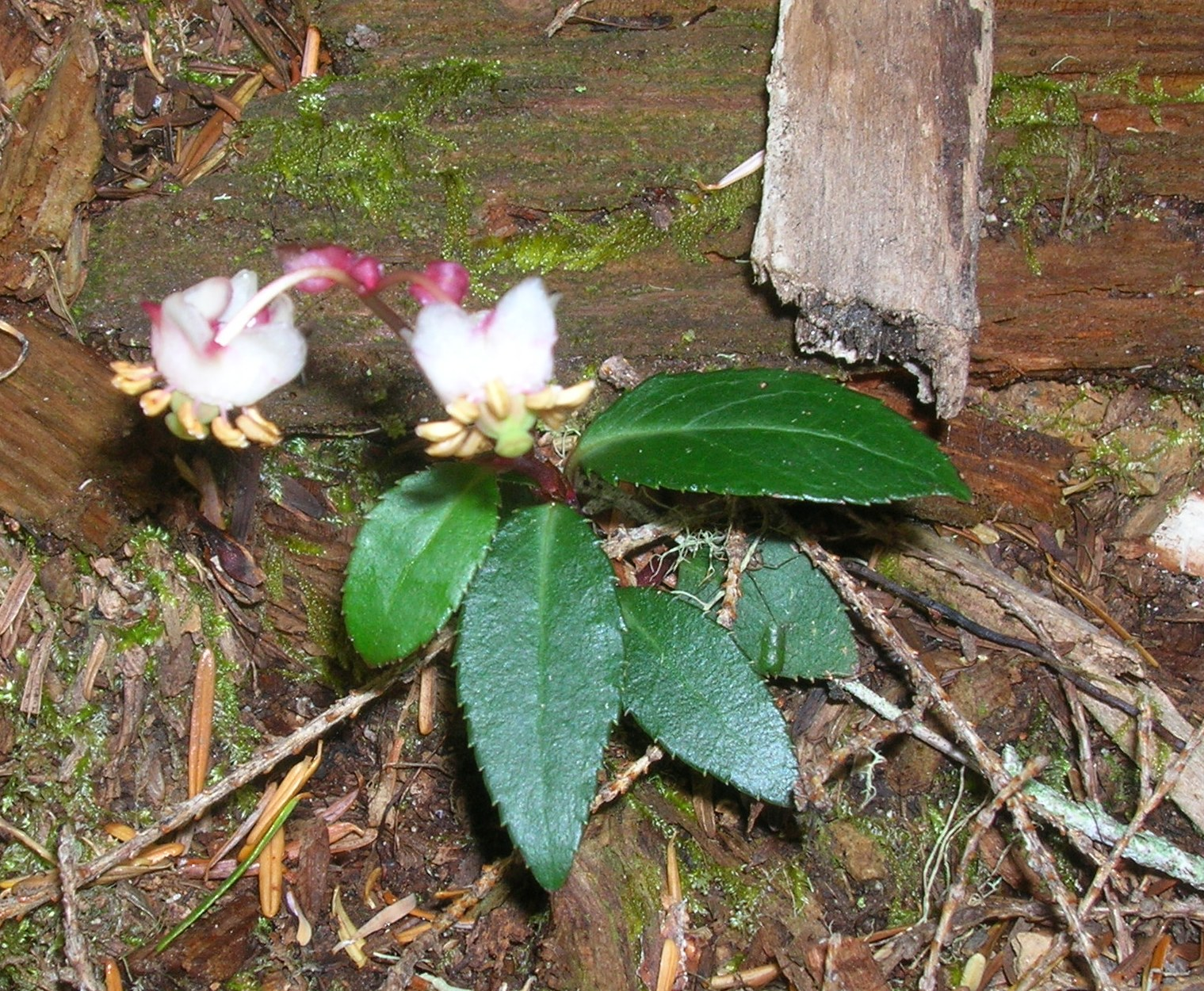
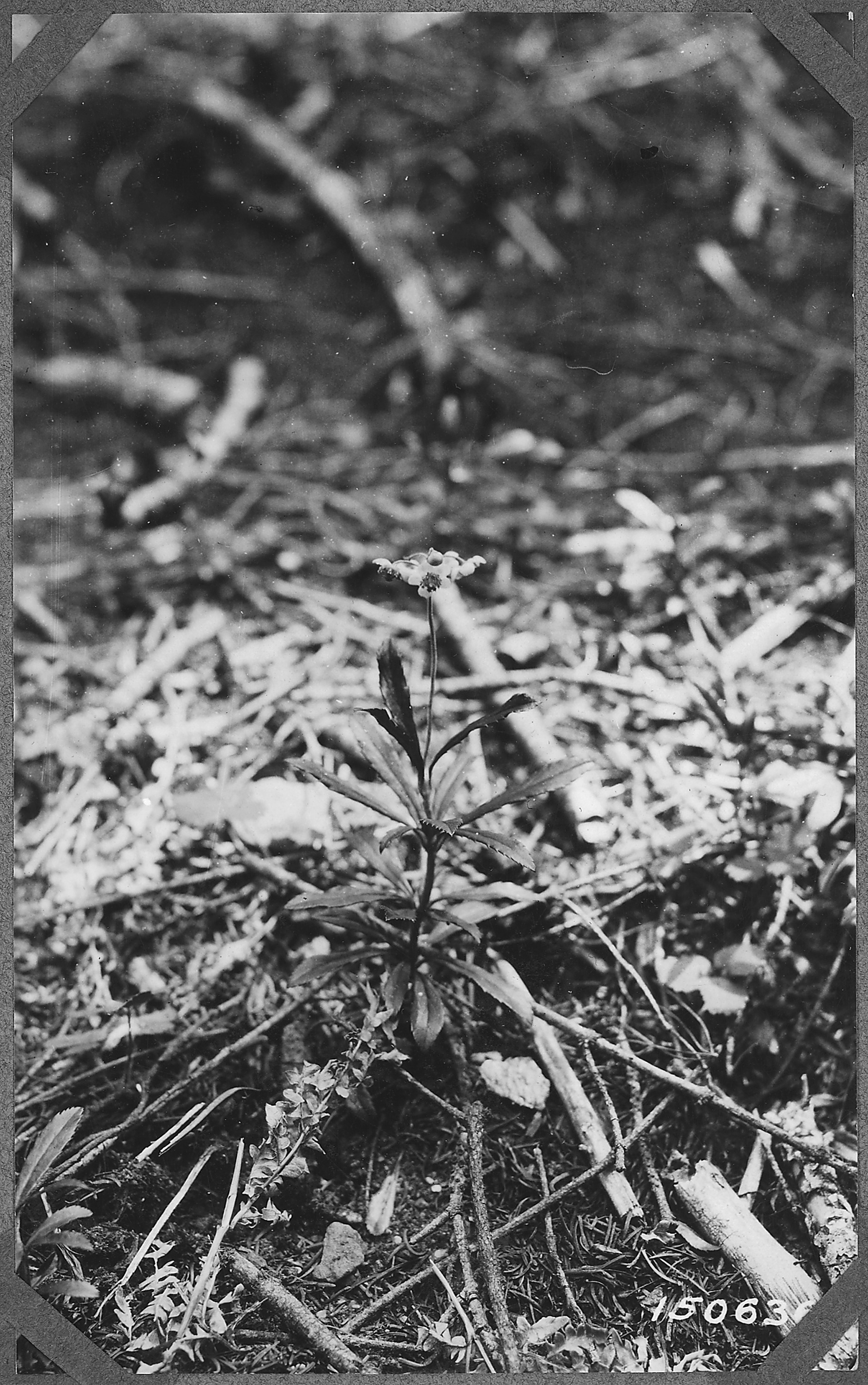